# Včelince
Včelince é um município da Eslováquia, situado no distrito de Rimavská Sobota, na região de Banská Bystrica. Tem 13,12 km² de área e sua população em 2018 foi estimada em 813 habitantes.

## Demografia
| Ano:        | 1994 | 2004    | 2014   | 2024   |
| ----------- | ---- | ------- | ------ | ------ |
| Broj ljudi: | 680  | 763     | 785    | 816    |
| Razlika:    |      | +12,20% | +2,88% | +3,94% |

| Ano:               | 2023 | 2024   |
| ------------------ | ---- | ------ |
| Número de pessoas: | 809  | 816    |
| Diferença:         |      | +0,86% |